# Anthony Forest
Pour les articles homonymes, voir Forest.
Pas d'image ? Cliquez ici

a Compétitions nationales et continentales officielles uniquement.

b Matchs officiels uniquement.
Dernière mise à jour le 4 octobre 2022.
Anthony Forest, né le 16 janvier 1979 à Chambéry (Savoie), est un joueur de rugby à XV français qui évolue au poste d'ailier. 

## Carrière de joueur
Après plus de 10 ans dans le club du CS Bourgoin-Jallieu et à la suite de la rétrogradation administrative du club en Fédérale 1, il rejoint son club formateur l'US Montmélian pour la saison 2012-2013.
Son frère, Mickaël Forest, a lui aussi joué avec l'US Montmélian et le CS Bourgoin-Jallieu, évoluant au poste de demi de mêlée.
Il a disputé 39 matchs en compétitions européennes, dont 22 en Coupe d'Europe et 17 en Challenge européen. 
Il est l'un des meilleurs marqueurs d’essais du Championnat de France lors de sa période d'activité. 

## Palmarès

### En club
- Finaliste de la Coupe de la Ligue : 2003
- Finaliste du challenge européen 2008-2009

### En équipe nationale
- Équipe de France A : 3 sélections depuis 2005 dont contre l'Angleterre A (1 essai)